# European Cultural Heritage Online
ECHO – Cultural Heritage Online (früher European Cultural Heritage Online) ist ein Webportal und eine Forschungsinfrastruktur für die Geisteswissenschaften, an dem 120 Partnerorganisationen (vor allem Forschungsinstitute und Museen) aus 22 Ländern beteiligt sind. Das Portal wurde im Jahr 2003 auf Initiative des Max-Planck-Instituts für Wissenschaftsgeschichte mit anfänglicher Unterstützung der Europäischen Kommission und der Schweiz gegründet. Es soll einerseits "Kulturerbe in großem Umfang und hoher technischer Qualität" (Rieger und Schöpflin) ins Internet bringen, zum anderen elektronische Werkzeuge anbieten, die eine wissenschaftliche Bearbeitung der digitalen Quellen erlauben. Zugleich soll der Zugang zu kulturellen Artefakten im Sinne eines Open Access verbessert werden. Die anfänglichen 70 Kollektionen sollten zugleich als "Saatkörner" dienen (Seed collection), die andere Institutionen motivieren, ihre Sammlungen ebenfalls online zu präsentieren. Bisher sind so über eine Million Datensätze (über 200.000 Dokumente und 890.000 Bilder) zugänglich gemacht worden.

## ECHO-Netzwerk
Das ECHO-Projekt arbeitet mit Institutionen in Österreich, Bulgarien, Kanada, China, Dänemark, Frankreich, Deutschland, Griechenland, Ungarn, dem Irak, Israel, Italien, der Mongolei, Nepal, Norwegen, Portugal, Russland, Spanien, Schweden, der Schweiz, Thailand, den Niederlanden, den USA und Großbritannien zusammen.